# 张昌祚
张昌祚，清朝人，清朝政治人物。
张昌祚曾于1645年接替陶渔任上海县知县一职，1645年由孙鹏接任。